# Arthur Adams (spion)
Arthur Adams, Arthur Aleksandrovich Adams, född den 25 oktober 1885 i Eskilstuna, död den 14 januari 1969, var en svenskfödd spion som gav Sovjetunionen information om det amerikanska Manhattanprojektet.

## Uppväxt
Adams föddes i Eskilstuna med svensk far och ryskjudisk mor. Efter faderns död återvände modern med sina barn till Ryssland, där hon avled 1895. Han gick med i en marin militärskola 1896 och examinerades från en gruvteknikskola i Kronstadt 1903.

## Politisk aktivitet och exil
Under sin skoltid gick Adams med i det Bolsjevikiska partiet och deltog aktivt i den ryska revolutionen 1905, han arresterades och sändes i exil. Han lyckades fly från sin exil och emigrerade till USA, där han enligt ryska biografer tjänstgjorde för den amerikanska armén under första världskriget och eventuellt nådde majors grad.
1925 blev Adams biträdande chef för den sovjetiska flygindustrin, en post han innehade under tio år. Han var ansvarig för leveranserna av importerad utrustning till flygindustrin och reste därför ofta utomlands, vilket uppmärksammades av Röda arméns underrättelsebyrå (senare GRU)
Som utbildad ingenjör etablerade Adams personliga relationer med andra vetenskapsmän under sina utlandsresor. Han besökte ofta företag i Europa och Amerika och samlade teknisk och industriell information och han vidarebefordrade till den sovjetiska militären. Eftersom Adams lyckades slutföra sina uppgifter för underrättelsebyrån förflyttades han till en chefspost för byrån vid Röda arméns högkvarter. Adams skickades till USA för att arbeta illegalt, inom kort fick han en legal plats och kunde starta en egen firma med ett nätverk med över 20 experter från företag inom den amerikanska militärindustrin.
1938 kallades Adams till Moskva efter att ha blivit beskylld i ett falskt dokument, fallet lades ned och han återvände till USA 1939 och startade ett nytt underrättelsenät.

## Atomspionage
Arthur Adams var en av de första sovjetiska spionerna som fick information om det amerikanska Manhattanprojektet. Samtida sovjetiska källor anger att Adams, kodnamn: Achilles, var i kontakt med en agent med kodnamnet Eskulap, som arbetade för Chicago Met Lab. I juni 1944 gav Eskulap 2 500 sidor dokument om utvecklingen av atombomben till Adams. I juli och augusti levererade han ytterligare 1 500 sidor och prover på uran, plutonium och beryllium. Eskulap kom aldrig till septembermötet och Adams fick veta att han var obotligt sjuk. Existensen av kodnamnen Achilles och Eskulap framgår i ett dekrypterat Venonadokument daterat i augusti 1973, där det antyds att Eskulaps fru arbetade för Chicago University. Eskulaps identitet och yrke, liksom hans samröre med Adams, om det överhuvudtaget fanns något, är ännu okänt. Kodnamnet Eskulap (Asklepios) antyder att han kan ha varit medicine doktor.
Det är känt att den amerikanska underrättelsetjänsten 1943 fick information som band Adams till forskare på Met Lab. Under våren 1944 observerade de hemliga möten mellan Adams och Clarence Hiskey, som var forskare på Met Lab. FBI den militära underrättelsetjänsten genomsökte då illegalt Adams lägenhet i New York och hittade avancerad kamerautrustning, material för att framställa mikrofilm och anteckningar om experiment som utförts i atombomslaboratoriet i Oak Ridge, Tennessee. De såg också att han klev in i en bil som kördes av Pavel Mikhailov, kodnamn: Molière, GRU:s lokalchef i New York. Den amerikanska militären beslutade sig då för att neutralisera Hiskey genom att kalla in honom i armén i april 1944.
Innan Hiskey anmälde sig för tjänstgöring presenterade han två framtida källor, John Hitchcock Chapin och Edward Manning för Adams. De båda förnekade senare inför den amerikanska kongresskommittén att de vidarebefordrat hemlig information till Adams. Militären skickade Hiskey till en utpost nära norra polcirkeln för att räkna underkläder. Under sin resa dit undersöktes hans bagage och man fann sju sidor med anteckningar om det hemliga arbetet vid Oak Ridge. Det finns flera Venonadokument som refererar till Hiskey, kodnamn: Ramsey, men de uttrycker oro för sovjetiska försök att återupprätta kontakten med honom. Hiskey kan ursprungligen haft kodnamnet Eskulap, hans hustru hade kommunistisk bakgrund. 
Adams gjorde vintern 1944 ytterligare ett försök att komma in i Manhattanprojektet, en kontraspionageofficer kom på en av Adams agenter, Irving Lerner, som arbetade på U.S. Office of War Information med att försöka fotografera cyklotronen vid Lawrence Berkeley National Laboratory. Cyklotronen hade använts vid försök att framställa plutonium och Lerner agerade utan tillstånd. Lerner sade upp sig och började arbeta på ett skivbolag som även anställde Adams.
Tidigt 1945 gäckade Adams FBI:s övervakare när han gick ut med hunden. FBI fick upp spåret efter honom i Chicago där han sågs gå ombord på ett tåg mot västkusten tillsammans med skivbolagets ägare Eric Bernay, tillika en välkänd komintern agent. FBI lyckades förhindra Adams att gå ombord på ett väntande sovjetiskt fartyg i Portland, Oregon, men fick order att inte arrestera honom för att undvika en diplomatisk incident. Adams återvände till New York och flydde till Sovjetunionen 1946.
Efter sin pensionering från GRU 1948 arbetade Adams som politisk observatör på TASS. Han avled 1969 och är begravd på Novodevitjekyrkogården i Moskva.
Den 17 juni 1999 tilldelade den ryske presidenten Boris Jeltsin postumt honom titeln Ryska federationens hjälte, "för uppvisat mod och heroism under utförandet av speciella uppdrag".